# Mark van Bommel
Mark Peter Gertuda Andreas van Bommel  (Maasbracht, 22. travnja 1977.) nizozemski je nogometni trener i bivši nogometaš. Trenutačno je bez kluba.
Poznat je kao središnji vezni igrač sa sjajnom kombinatorikom. Uz to, znan je i po svom vrlo jakom udarcu, energiji, pasingu i sposobnosti uzimanja lopte. Van Bommel je zbog svog temperamenta često dolazio u sukob sa sucima te protivničkim igračima.

## Karijera

### Klupska karijera
Mark van Bommel je svoju amatersku karijeru započeo u lokalnom klubu RKVV Maasbracht, nakon čega je potpisao profesionalni ugovor s Fortunom Sittard, 1992. godine. Nakon Fortune odlazi u PSV Eindhoven s dvojicom suigrača, Wilfredom Boumom i Kevinom Hoflandom.
Van Bommel je za PSV potpisao 1999. godine, a igrao je u veznom redu sa Švicarcem Johannom Vogelom. S klubom je tri puta osvojio Eredivisie i dva kupa "Johan Cruyff". Godine 2001. i 2005., proglašen je nizozemskim nogometašem godine. U PSV-u je ostao do 2004./05. sezone.
S tada novim trenerom Barcelone Frankom Rijkaardom, van Bommel je odigrao 24 utakmice, u kojim je postigao dva pogotka. S klubom je osvojio La Ligu i UEFA Ligu prvaka.
26. kolovoza 2006., menadžer Bayern Münchena, Uli Hoeneß je najavio da se van Bommel pridružuje bavarskoj momčadi. Mediji su špekulirali da se transfer dogodio zbog odlaska Owena Hargreavesa, ali Hoeneß je to demantirao. Bayern München je za van Bommela isplatio 6 milijuna € Barceloni. Od pridruživanja klubu, postao je jedan od ključnih igrača Bayerna. Nakon odlaska Olivera Kahna 2008. godine, van Bommel je izabran za novog kapetana kluba. On je drugi kapetan Bayerna ne-Nijemac, nakon Danca Sørena Lerbyja.
U siječnju 2011. potpisuje za AC Milan šestomjesečni ugovor koji traje do ljeta 2011. U svojem debiju u Seria A protiv Catanije na početku drugog poluvremena dobiva crveni karton (drugi žuti) te tako pamti svoj prvi susret u Seria A. U ljeto 2011. AC Milan potpisuje ugovor s njim do ljeta 2012.

### Reprezentacija
Za nizozemsku nogometnu reprezentaciju, van Bommel je debitirao 7. listopada 2000. protiv Cipra. Međutim, za Oranje nije nastupio na nijednom većem natjecanju sve do SP-a 2006. godine jer se reprezentacija nije kvalificirala na SP 2002., a van Bommel je bio ozlijeđen tijekom EP-a 2004.
Na Svjetskom prvenstvu 2006. u Njemačkoj, izbornik Marco van Basten je rijetko ubacivao van Bommela zbog slabijih nastupa u kvalifikacijama. U utakmici protiv Portugala, van Bommel je prvi dobio žuti karton, a nakon njega još petnaestorica. Van Bommel se u kvalifikacijama za UEFA Euro 2008 reprezentaciji pridružio tek kasnije. Nakon toga, izjavio da neće više igrati za Oranje, bar ne dok je van Basten izbornik. Nakon što je Marco van Basten otišao trenirati AFC Ajax, novi trener Nizozemske je postao Bert van Marwijk. Zanimljivo, van Marwijk je punac Marka van Bommela, kojeg je novi izbornik vratio u Oranje. Van Bommel ima ukupno 71 nastupa za nizozemsku reprezentaciju, i postigao je deset pogodaka.
| #   | Datum               | Stadion                                  | Protivnik   | Gol | Rezultat | Natjecanje          |
| --- | ------------------- | ---------------------------------------- | ----------- | --- | -------- | ------------------- |
| 1.  | 14. travnja 2001.   | Mini Estadi, Barcelona, Španjolska       | Andora      | 0:5 | 0:5      | Kval. za SP 2002.   |
| 2.  | 15. kolovoza 2001.  | White Hart Lane, London, Engleska        | Engleska    | 0:1 | 0:2      | Prijateljska        |
| 3.  | 5. rujna 2001.      | Philips Stadion, Eindhoven, Nizozemska   | Estonija    | 2:0 | 5:0      | Kval. za SP 2002.   |
| 4.  | 5. rujna 2001.      | Philips Stadion, Eindhoven, Nizozemska   | Estonija    | 4:0 | 5:0      | Kval. za SP 2002.   |
| 5.  | 2. travnja 2003.    | Stadion Šerif, Tiraspol, Moldova         | Moldavija   | 1:2 | 1:2      | Kval. za Euro 2004. |
| 6.  | 18. kolovoza 2004.  | Råsunda Stadion, Solna, Švedska          | Švedska     | 1:2 | 2:2      | Prijateljska        |
| 7.  | 3. rujna 2004.      | Galgenwaard Stadion, Utrecht, Nizozemska | Lihtenštajn | 1:0 | 3:0      | Prijateljska        |
| 8.  | 15. listopada 2008. | Ullevål Stadion, Oslo, Norveška          | Norveška    | 0:1 | 0:1      | Kval. za SP 2010.   |
| 9.  | 6. lipnja 2009.     | Laugardalsvöllur, Reykjavík, Island      | Island      | 0:2 | 1:2      | Kval. za SP 2010.   |
| 10. | 5. lipnja 2010.     | Amsterdam Arena, Amsterdam, Nizozemska   | Mađarska    | 4:1 | 6:1      | Prijateljska        |

## Nagrade i uspjesi
PSV
- Eredivisie: 1999./00., 2000./01., 2002./03., 2004./05.
- Nizozemski kup: 2005.
- Johan-Cruijff-Schaal: 2000., 2001., 2003., 2005.

Barcelona
- UEFA Liga prvaka: 2005./06.
- La Liga: 2005./06.
- Supercopa de España:  2005., 2006.

Bayern München
- Bundesliga: 2007./08., 2009./2010.
- Njemački kup: 2008., 2010.
- Njemački liga-kup:  2007.
- Njemački Superkup :2010.

AC Milan
- Seria A: 2010./11.
- Superkup Italija: 2011.

Osobni uspjesi
- Nizozemski nogometaš godine: 2001., 2005.

## Privatni život
Van Bommel je oženjen Androm, s kojom ima troje djece: Thomas, Ruben i Renée.

## Vanjske poveznice
- Službena stranica  Arhivirana inačica izvorne stranice od 25. listopada 2007. (Wayback Machine)
- Profil  Arhivirana inačica izvorne stranice od 6. veljače 2009. (Wayback Machine) na FIFA.com
- Profil na FCB.com
- Statistika na Fussballdaten.de
- Mark van Bommel profil, statistika, nagrade i ostalo, FootballDatabase.com